# Silene yunnanensis
Silene yunnanensis är en nejlikväxtart som beskrevs av Adrien René Franchet. Silene yunnanensis ingår i släktet glimmar, och familjen nejlikväxter. Inga underarter finns listade i Catalogue of Life.